# Вендт, Эрик
Э́рик Вендт (англ. Erik Vendt; род. 9 января 1981, Уэлсли, Массачусетс) — американский пловец, чемпион летних Олимпийских игр 2008 года в эстафете 4×200 м вольным стилем, двукратный серебряный призёр Олимпийских игр на 400-метровке комплексным плаванием. Призёр чемпионатов мира.

## Биография
В 2000 году молодой 19-летний американский пловец Эрик Вендт дебютировал на летних Олимпийских играх. И уже во второй день соревнований Вендт совершил настоящую сенсацию. На 400-метровке комплексным плаванием Эрик сначала пробился в финал с 5-м результатом, а в решающем заплыве смог показать очень высокую скорость и стать серебряным призёром, уступив только своем соотечественнику Тому Долану. На играх в Сиднее Вендт принял участие ещё и на дистанции 1500 метров вольным стилем. Американец смог пробиться в финал, но занял там только 6-е место. В 2001 году Вендт впервые поднялся на пьедестал на чемпионатах мира, завоевав серебряную медаль на 400-метровке комплексным плаванием. Спустя год Вендт стал обладателем бронзовой медали в эстафете 4×200 метров вольным стилем на чемпионате мира на короткой воде. А спустя ещё год Вендт завоевал бронзу чемпионата мира на дистанции 1500 метров вольным стилем.
На летних Олимпийских играх 2004 года вновь принял участие в двух плавательных дисциплинах. На своей коронной 400-метровке комплексным плаванием Вендт вновь стал серебряным призёром, уступив только Майклу Фелпсу. На дистанции 1500 метров вольным стилем Вендт не смог пробиться в финал, показав в предварительном заплыве лишь 16-й результат. По окончании игр Вендт принял решение сменить тренера и перешёл к наставнику Майкла Фелпса Бобу Боуману.
Перед летними Олимпийскими играми 2008 года Вендт являлся обладателем одного из лучших результатов в мире на 1500 вольным стилем, но в июле Эрик не провалил национальный отбор и не смог пробиться ни в одну из индивидуальных дисциплин. Тем не менее Вендт попал в состав сборной США для участия в эстафете 4x200 метров вольным стилем. Вендт принял участие только в предварительном заплыве, но
уже на следующий день сборная США выиграла в финале эстафеты, что позволило Вендту впервые стать олимпийским чемпионом.
По окончании игр Вендт завершил спортивную карьеру и устроился работать в финансовую компанию.